# William Wollaston (1693-1757)
William Wollaston (26 avril 1693 - 20 juin 1757), de Finborough, Suffolk, est un avocat anglais et homme politique whig qui siège à la Chambre des communes de 1733 à 1741.

## Jeunesse
Il est le deuxième fils du révérend William Wollaston (1659-1724), de Shenton, Leicestershire et Finborough, Suffolk, le philosophe, et son épouse Catherine Charlton, fille de Nicholas Charlton, citoyen et drapier de Londres. Il est admis à Inner Temple en 1709 et au Sidney Sussex College de Cambridge le 25 avril 1710, avant de migrer au King's College de Cambridge. Il obtient un BA à Cambridge en 1714 et est admis au barreau en 1715. Il épouse Elizabeth Fauquier, fille de John Francis Fauquier, maître adjoint de la Monnaie et directeur de la Banque d'Angleterre, en 1728. En 1729, il hérite du manoir de Finborough de son frère aîné.

## Carrière

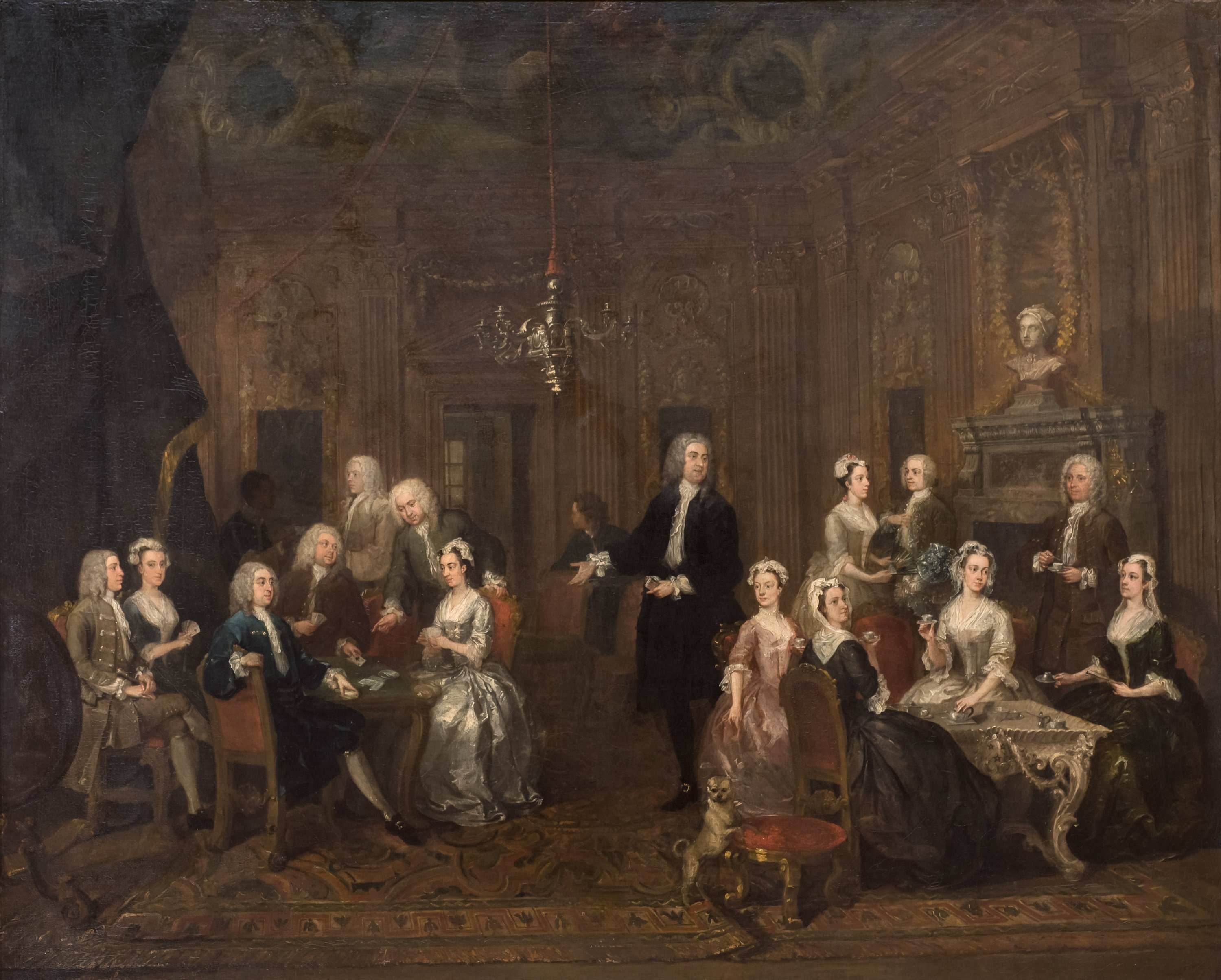
William Wollaston et sa famille dans un grand intérieur (1730) par William Hogarth

Il est élu sans opposition en tant que député d'Ipswich lors d'une élection partielle le 29 janvier 1733. Il devient administrateur de la Georgia Society en mars 1734. Aux élections générales britanniques de 1734, il est réélu député d'Ipswich après un scrutin. Il vote avec le gouvernement. En février 1739, une pétition pour une subvention parlementaire pour la Géorgie est présentée à la Chambre, mais il s'est levé de façon inattendue de son siège et est parti. Il vote avec le gouvernement sur la convention espagnole en 1739, mais est absent du vote sur le Place bill en 1740. Il ne se présente pas aux élections générales britanniques de 1741.
Il est décédé le 20 juin 1757. Lui et sa femme ont cinq fils et trois filles. Leur fils, William Wollaston (1731-1797) (en), est également député d'Ipswich. Frederick (1735-1801), le troisième fils, est un homme d'église, prébendaire de la Cathédrale de Peterborough, et père de Charles Wollaston. Catherine, une fille, épouse Edward Bourchier, qui est vicaire de l'église All Saints, Hertford et recteur de Bramfield.
Wollaston est la figure centrale de la peinture de William Hogarth de 1730 Wollaston et sa famille dans un grand intérieur, maintenant au New Walk Museum and Art Gallery, Leicester. Bien qu'il soit prêté au musée depuis 1943, il n'a été acquis de la famille Wollaston qu'en 2019, via une Dation en paiement.